# Klein Trebbow
Klein Trebbow es un municipio situado en el distrito de Mecklemburgo Noroccidental, en el estado federado de Mecklemburgo-Pomerania Occidental (Alemania), a una altitud de 48 metros. 
Su población a finales de 2016 era de 1015 habs. y su densidad poblacional, 40 hab/km².